# Залаштунки

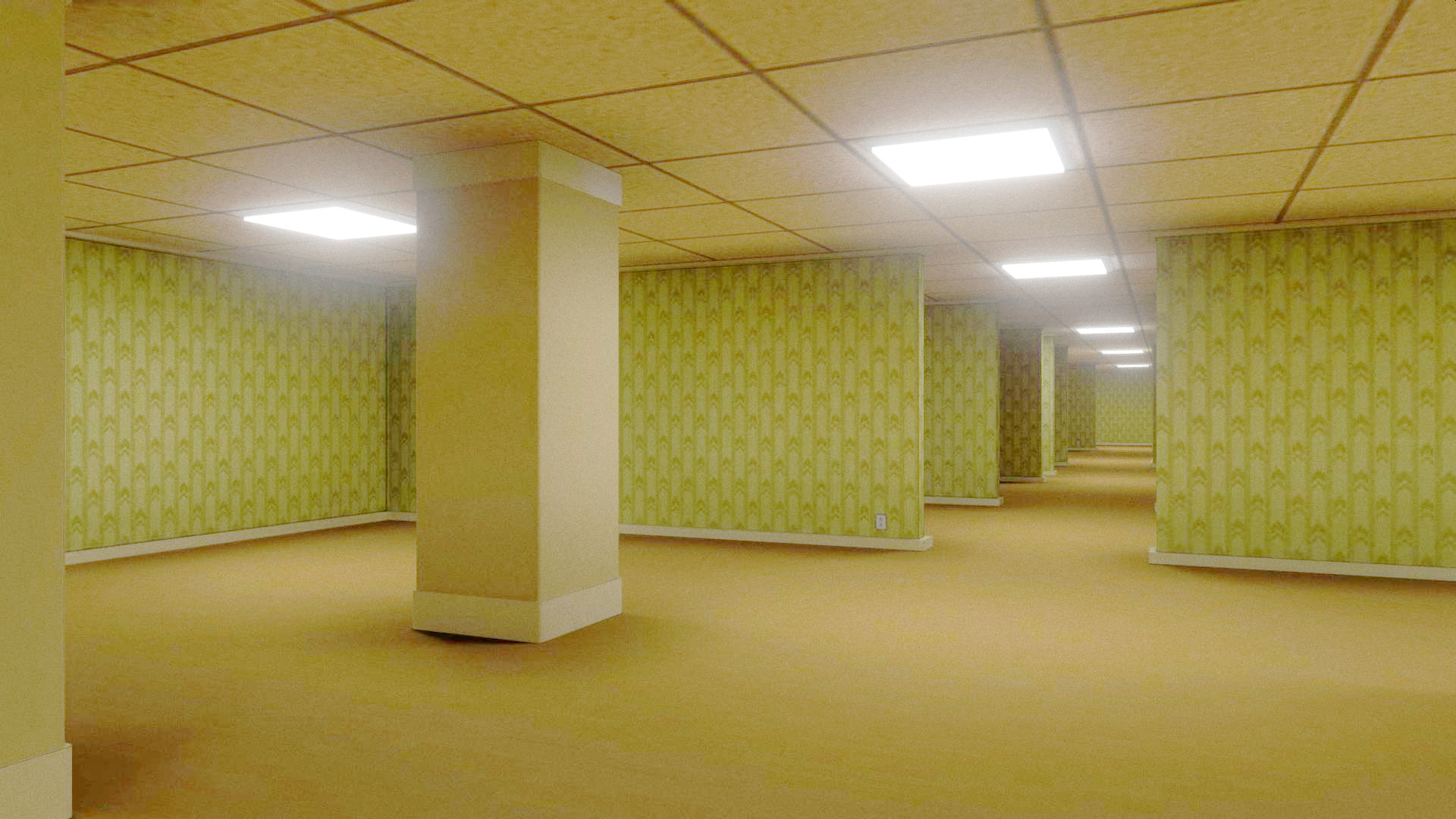
Типове зображення Backrooms, цифрове зображення

Залаштунки або Закулісся (англ. The Backrooms) — інтернет-легенда, що походить від крипі-пасти, опублікованої на сайті 4chan у 2019 році. Один із найвідоміших прикладів інтернет-естетики лімінальних (граничних) просторів, який зображує зазвичай величезні неприродно порожні коридори, Залаштунки вперше були описані як лабіринт порожніх офісних приміщень, у які можна потрапити лише «ноукліпом з реальності».
З часом, як його популярність зростала, користувачі Інтернету розширювали оригінальну концепцію, створюючи різні рівні (поверхи) та місцевості які є у Залаштунках. Також були створені відеоігри від фанатів, вікі, фандоми та відео на YouTube, наприклад: серія короткометражних фільмів жахів, створена ютубером Кейн Піксельс у 2022 році.

## Оригінальна крипі-паста
12 травня 2019 року анонімний користувач створив пост на /x/ дошці 4chan на тему паранормальних явищ з проханням до користувачів «розміщувати тривожні зображення, які просто здаються неприємними». Одна з публікацій була оригінальною фотографією Backrooms: фотографією великої, вкритої килимом, відкритої кімнати з жовтими шпалерами та люмінесцентним освітленням. Де було зроблене фото, невідомо.
Інший користувач відповів на цю публікацію з першим описом Backrooms: 
|                                        | Якщо ви не будете обережні й не вирветеся з реальності в неправильних місцях, ви потрапите в Залаштунки, де є лише сморід старого вологого килима, божевілля моно-жовтого, нескінченний шум люмінесцентних ламп із максимальним дзижчанням і приблизно шістсот мільйонів квадратних миль випадково сегментованих порожніх кімнат, у яких, Бережи вас Господь, якщо ви почуєте, як щось блукає поблизу, бо воно точно почуло вас. |
| — Anonymous, 4chan (13 травня 2019 р.) | |

## Вплив та йогофандом

Деякі історії про Backrooms включають зловмисних істот, таких як «Викрадачі шкір».

Оскільки крипі-паста набула популярності, користувачі почали ділитися історіями про Backrooms у субредітах, таких як r/creepypasta, а пізніше й в r/backrooms. Навколо Залаштунків почав розвиватися фандом, і творці розширили оригінальну ітерацію крипіпасти, створивши додаткові поверхи або рівні та «зловмисників, які їх заповнюють».. Happy Mag зазначив, зокрема, два інші рівні: Level 1 — рівень з промисловою архітектурою, і Level 2 — темно освітлений рівень з довгими службовими тунелями, з оригінальною версією під назвою Level 0.
Оскільки нові рівні були розроблені в r/backrooms, частина фандому шанувальників, які віддавали перевагу оригінальним Залаштункам, відокремилася від фандому. Користувач Reddit на ім'я Litbeep створив ще один субреддит під назвою r/TrueBackrooms, зосередившись лише на оригінальній версії. ABC News зазначила, що, на відміну від фандомів, які оточують існуючі об'єкти, відсутність канонічного Backrooms ускладнювала «проведення межі між автентичним оповіданням і жартами». Він згрупував Backrooms у «новий жанр спільного онлайн-горору», який також включав SCP Foundation. Було створено вікі-сайти, розміщені на Fandom і Wikidot, присвячені історії Backrooms. До березня 2022 року r/backrooms налічувало понад 157 000 учасників.
Ден Еріксон, творець телесеріалу Розрив (англ. Severance) (2022), назвав Backrooms одним із багатьох, що вплинули на нього під час роботи над серіалом.

## Сприйняття

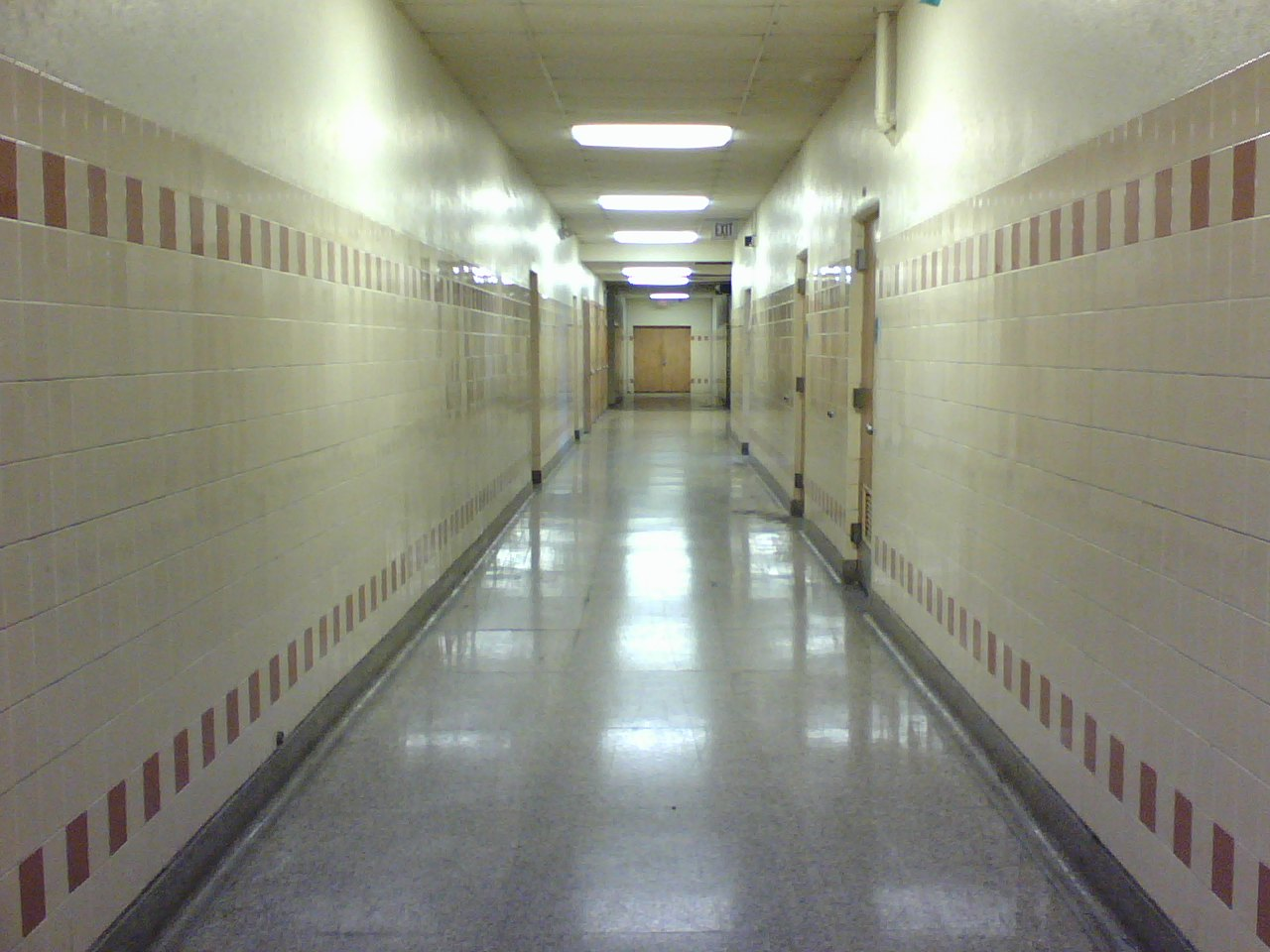
Backrooms асоціюється з естетикою Інтернету, відомою як Граничний простір, яка включає в себе «зображення моторошної і безлюдної місцевості», таких як порожній коридор зображений вище.

Деякі джерела стверджують, що Backrooms були джерелом граничних просторів, інтернет-естетики, яка зображує зазвичай зайняті місця які неприродно порожні. Хештег #liminalspaces зібрав майже 100 мільйонів переглядів у соцмережі TikTok. Тенденція TikTok до відео, які збільшують масштаб Google Earth, щоб відкрити вхід у Backrooms, стала популярною. Інші джерела описують Backrooms лише як піджанр естетичного жанру.
PC Gamer порівняв різні рівні Backrooms з містом Р'лієг, вигаданим Говардом Лавкрафтом і Містом у манзі Blame!, описуючи його як «таємничу долину місця». ABC News і Le Monde порівняли його з SCP Foundation, подібною крипіпастою. Професор Тама Лівер з Університету Кертіна сказала, що «такі меми працюють так добре, тому що вони запрошують вас інтерпретувати те, що не показано», вважаючи, що «страшне відчуття знайомства», викликане Backrooms, допомогло об'єднати шанувальників.

## Адаптації

### YouTube
У січні 2022 року на YouTube було завантажено короткий фільм жахів The Backrooms (Found Footage). Створений на той час 16-річним Кейном Парсонсом із Північної Каліфорнії, відомим в Інтернеті як Кейн Пікселс, він представлений як VHS-касета, записана режисером, який випадково потрапляє в Backrooms у 1990-х роках і його переслідує монстр. Парсонс використовував програмне забезпечення Blender і Adobe After Effects для створення середовища Backrooms, і йому знадобився місяць, щоб завершити це. Він описав Backrooms як прояв поганої пам'яті кінця 90-х і початку 2000-х років. Відео набрало понад 46 мільйонів переглядів станом на березень 2023.
Короткометражний фільм був схвалений фанатами та отримав позитивні відгуки від критиків. WPST назвав це «найстрашнішим відео в Інтернеті». Otaku USA класифікувала її як аналоговий горор, тоді як Dread Central і Nerdist порівняли її з відеогрою Control 2019 року. Роб Бешіцца Boing Boing передбачив, що Backrooms, як і моторошна «Тонка людина»(Slenderman) та його екранізація 2018 року, зрештою буде адаптована до «витонченого, але похмурого 2-годинного голлівудського фільму».
Розширивши свої відео в серію з шістнадцяти коротких фільмів, Парсонс представив сюжетні аспекти, такі як ASYNC, організація, яка відкрила портал у Backrooms у 1980-х. Загалом серіал набрав понад 100 мільйонів переглядів. PC Gamer сказав, що Парсонс спричинив «своєрідне відродження Залаштунків», а вміст Backrooms значною мірою став популярним на YouTube завдяки його серіалу. За свої короткі фільми Парсонс отримав нагороду Creator Honors на Streamy Awards 2022 від The Game Theorists.

### Екранізація
6 лютого 2023 року A24 оголосила, що працює над екранізацією фільму «Залаштунки», режисером якого буде Парсонс під час літньої відпустки. Сценарій напише Роберто Патіно, а продюсерами — Джеймс Ван, Майкл Клір, Шон Леві, Ден Коен і Ден Левін.

### Відеоігри
The Backrooms адаптовано до численних відеоігор, зокрема на платформах Steam та Roblox. Інді-гра була випущена Pie on a Plate Productions через два місяці після оригінальної крипіпасти і отримала позитивні відгуки за свою атмосферу, але отримала критику за її коротку тривалість. Багато інших, таких як Enter the Backrooms, Noclipped і The Backrooms Project, були випущені в наступні роки. Кооперативна багатокористувацька гра Escape the Backrooms від Fancy Games була високо оцінена компанією Bloody Disgusting за зображення розширеної історії, тоді як The Backrooms 1998 (обидва 2022), психологічна гра жахів на виживання, випущена незалежно один від одного розробником Студія Steelkrill була відзначена рецензентами за візуальні ефекти знайденого відеоматеріалу та обмежену систему збереження.

## Додаткова інформація українською
- Що таке Backrooms/Liminal Spaces? | Залаштунки